# Paesaggio della caccia par force nella Selandia settentrionale

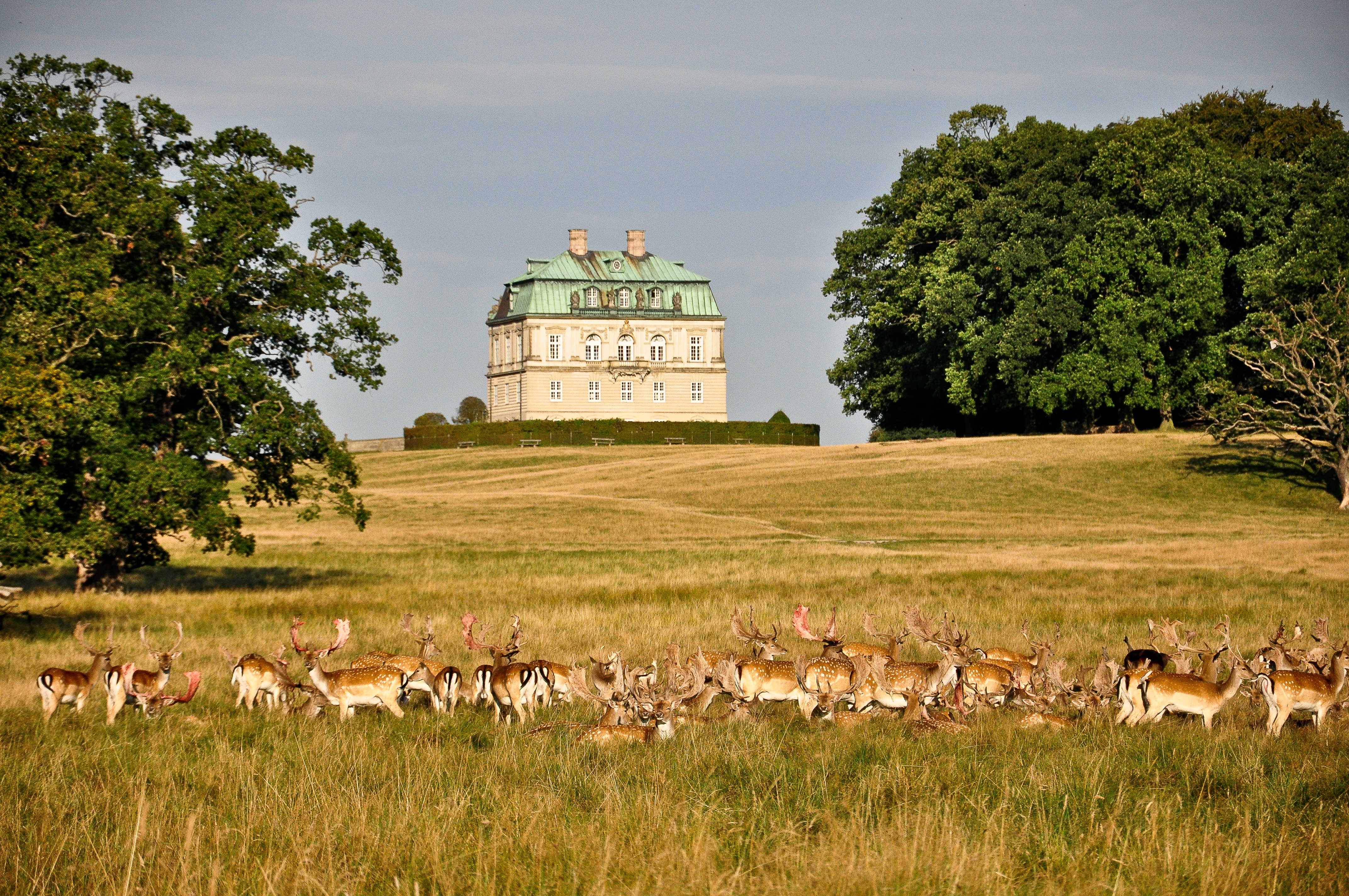
Cervi all'Hermitage Lodge di Jægersborg Dyrehave

Il paesaggio della caccia "par force" nella Selandia settentrionale è un gruppo di terreni di caccia e di foreste a nord di Copenaghen, inscritto nella lista del Patrimonio dell'umanità dell'UNESCO il 4 luglio 2015. Il paesaggio comprende tre aree principali: Store Dyrehave, Gribskov e Jægersborg Dyrehave/Jægersborg Hegn. Era stato proposto per l'ammissione il 1 agosto 2010.

## Posizione
Le tre foreste si trovano tutte nella parte settentrionale dell'isola Selandia, a nord di Copenaghen. Jægersborg Dyrehave con il recintato Jægersborg Hegn è il più vicino alla capitale sulla costa orientale dell'isola. Lo Store Dyrehave, di forma quadrata, si trova più a nord, mentre Gribskov, ancora più a nord, è adiacente al Lago Esrom. Store Dyrehave e Gribskov non sono lontani dal Castello di Frederiksborg e dalla città di Hillerød

## Storia

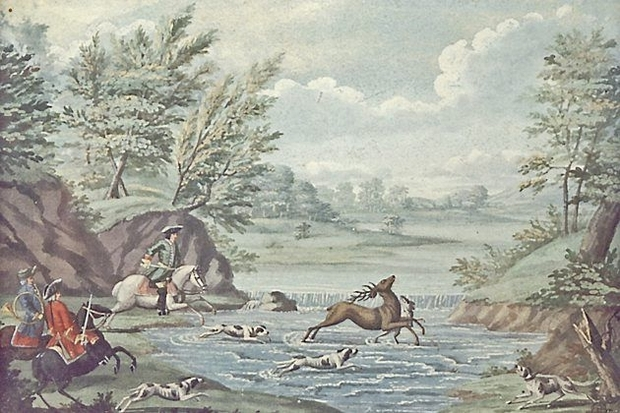
Caccia "par force" nella Zelanda settentrionale c. 1750, acquerello di Johan Jacob Bruun

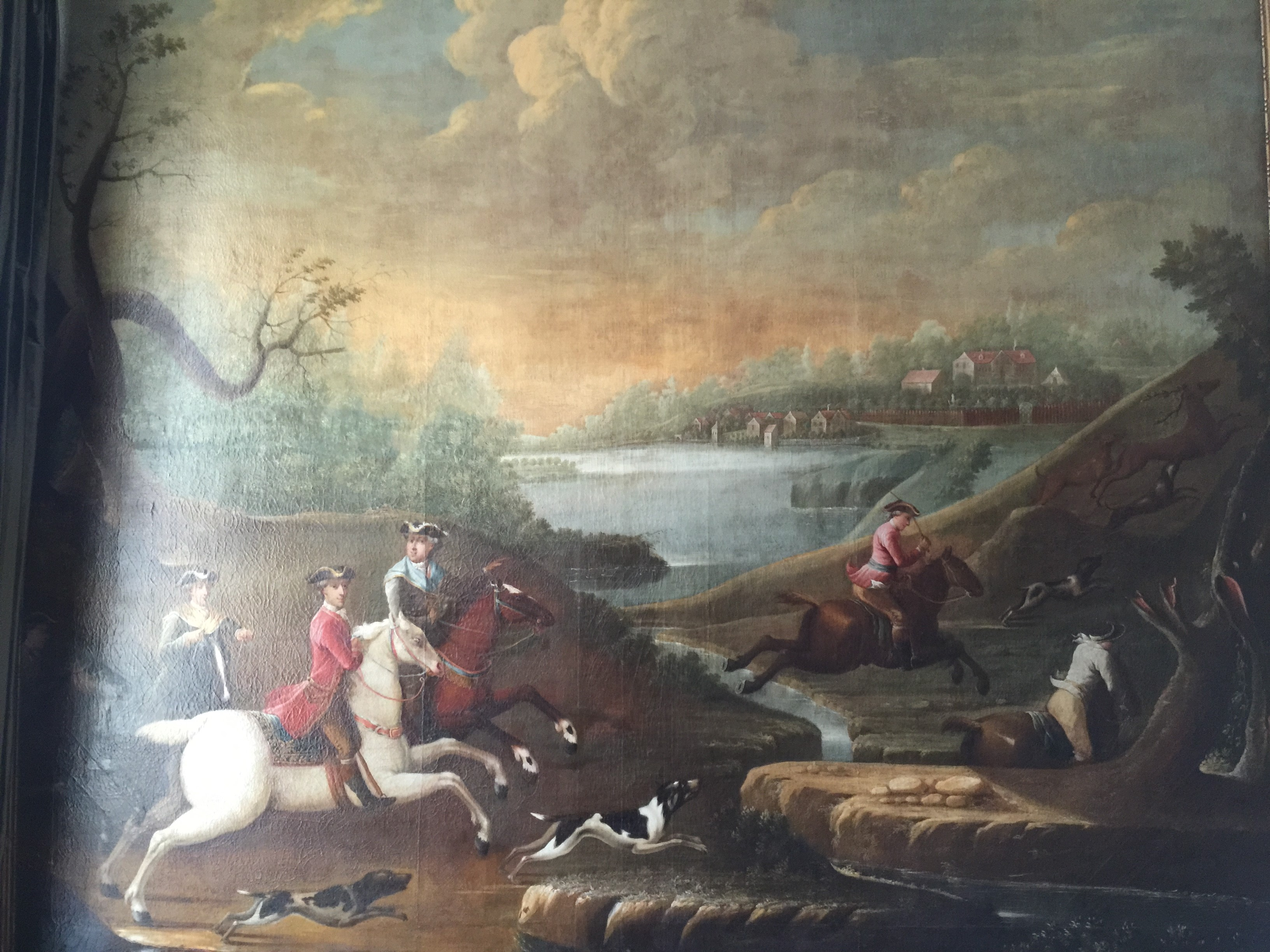
Re Cristiano VII in una caccia "par force".

Le foreste e gli edifici correlati in tre località a nord di Copenaghen formavano parti di un paesaggio di caccia barocco ben conservato progettato tra la fine del XVII e l'inizio del XVIII secolo affinché i monarchi danesi potessero esercitare la caccia "par force". La storia della zona per la caccia risale al Medioevo quando i re danesi, la chiesa e i nobili possedevano tenute e terreni di caccia nelle foreste collinari e nei terreni agricoli ondulati dell'isola. In connessione con la Riforma danese, nel 1536 il re Federico II confiscò i beni appartenenti alla Chiesa cattolica. Dal 1560, le varie tenute furono unite per creare un vasto parco di caccia reale in tutta la zona settentrionale dell'isola della Selandia. Fu, tuttavia, il re Cristiano V che, dal 1670, mise il suo esercito al lavoro per creare un parco per la caccia "par force" al cervo intorno al castello di Ibstrup. In gioventù, il re aveva sperimentato la caccia "par force" nella foresta francese di Saint-Germain-en-Laye. Importò quindi cani e cacciatori dall'Inghilterra, ribattezzando il castello Jægersborg (castello del cacciatore) e la tenuta Jægersborg Dyrehave (parco dei cervi di Jægersborg).

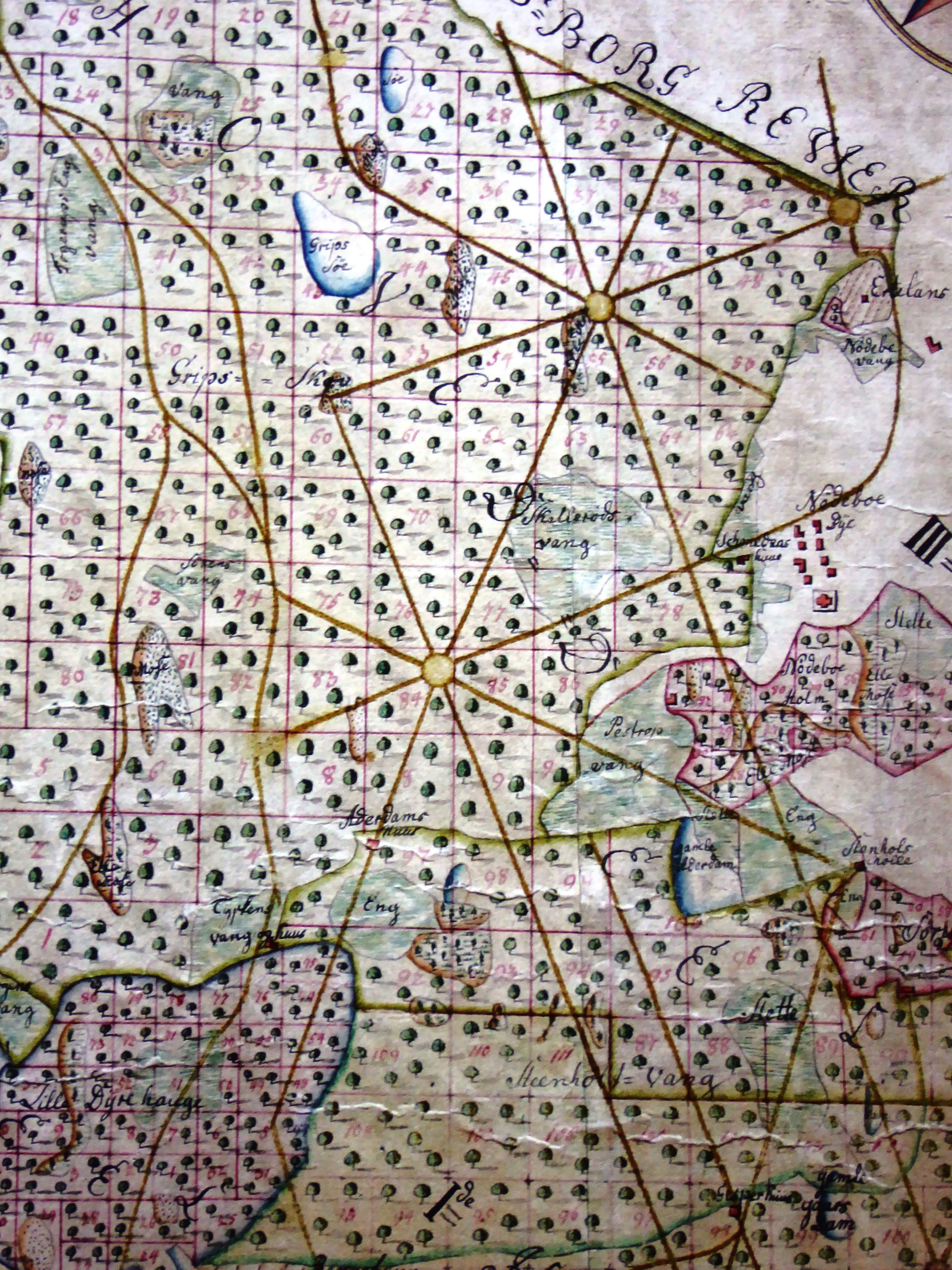
Dettaglio della vecchia mappa che mostra la rete stradale di caccia "par force" a Gribskov con due incroci a otto vie

Uno degli aspetti più importanti della caccia "par force" era quello di fornire una base per dimostrare il potere assoluto del monarca sviluppando strade di collegamento attraverso il paesaggio. L'intera area settentrionale dell'isola era modellata con un sistema stradale cartesiano costituito da stelle circondate da quadrati distinti. I pali di pietra indicavano se le strade conducevano verso o lontano dal centro della stella. L'approccio matematico rafforzava l'immagine del re come rappresentante della ragione in linea con gli ideali barocchi. La geometria ortogonale danese dei sistemi stradali era un miglioramento delle griglie a forma di stella utilizzate in Francia e Germania in quanto forniva un accesso uguale a tutte le parti della foresta.
Il parco di caccia di Jægersborg non conteneva reti stradali a forma di stella, ma si basava invece sulla presenza di un casino di caccia reale, inizialmente noto come Hermitage o Hubertus House. Nel 1736 fu ricostruito in stile barocco come Ermitageslottet o l'Hermitage Hunting Lodge, con una splendida vista sul paesaggio circostante dalla sua posizione collinare.

## Museo danese della caccia e della silvicoltura
Gran parte del lavoro preparatorio sulla nomina dell'UNESCO è stato intrapreso da Jette Baagøe, direttrice del Museo danese della caccia e della silvicoltura a Hørsholm e presidente del gruppo direttivo che ha lavorato alla nomina dal 2010. Il museo ha la funzione di essere il gestore del sito e il principale coordinatore delle informazioni e delle notizie sul sito patrimonio della caccia "par force". Sulla base del significativo aumento dei visitatori dello Stevns Museum derivante dall'inclusione di Stevns Klint come sito del patrimonio dell'UNESCO nel 2014, Baagøe prevede l'arrivo di più visitatori ai musei della Selandia settentrionale, in particolare al Museo della caccia e della silvicoltura dove una mostra è stata dedicata al Paesaggio della caccia "par force" nell'ottobre 2015.